# The Constant Husband
The Constant Husband és una pel·lícula britànica de comèdia de 1955, dirigida per Sidney Gilliat i protagonitzada per Rex Harrison, Margaret Leighton, Kay Kendall, Cecil Parker, George Cole i Raymond Huntley. La història va ser escrita per Gilliat al costat de Val Valentine, i la pel·lícula va ser produïda per Individual Pictures, la productora conjunta de Gilliat i Frank Launder. Com la pel·lícula va quedar atrapada en la fallida de British Lion Film Corporation en 1954, no es va estrenar fins al cap de set mesos després d'haver estat acabada i revisada per la British Board of Film Classification. Fou seleccionada per competir en el Festival Internacional de Cinema de Sant Sebastià 1956.

## Trama
Un home (Rex Harrison) es desperta en una habitació d'hotel a Gal·les, sofrint amnèsia. No té record de qui és o d'on ve. Amb l'ajuda de l'especialista mental Llewellyn (Cecil Parker), aconsegueix recordar-se i tornar amb la seva dona i casa a Londres, però aviat descobreix que ella només és una de les seves diverses dones en les seves diverses cases arreu del país.

## Repartiment
- Rex Harrison – William Egerton
- Cecil Parker – Llewellyn
- Sally Lahee – Infermera
- Kay Kendall – Monica Hathaway
- Nicole Maurey – Lola
- Valerie French – Bridget
- Ursula Howells – Ann
- Jill Adams – Joanna Brent
- Roma Dunville – Elizabeth
- Robert Coote – Jack Carter
- Raymond Huntley – J.F. Hassett
- Noel Hood – Gladys
- Eric Pohlmann – Papà Sopranelli
- Marie Burke – Mamà Sopraneli
- George Cole – Luigi Sopranelli
- Derek Sydney – Giorgio Sopranelli
- Guy Deghy – Stromboli
- Margaret Leighton – Senyora Chesterman
- Eric Berry – Representant de l'acusació
- Michael Hordern – Juez
- Charles Lloyd-Pack – Advocat
- Arthur Howard – Empleat del tribunal
- John Robinson – Secretari
- Michael Ripper – Auxiliar dd'equipatge
- Muriel Young – Clara